# Bethany Mota
Bethany Noel Mota (Condado de Merced, California, 7 de noviembre de 1995) es una video bloguera estadounidense. Comenzó su carrera con su canal de YouTube, Macbarbie07, en 2009, saltando a la fama por sus videos en los que muestra sus compras de moda y estilo a través de Internet. Sube videos sobre ideas de atuendos, tutoriales de maquillaje y cabello, recetas y «hágalo usted mismo». Desde entonces ha expandido su propia línea de moda en Aéropostale. Ha realizado múltiples giras, a las que llama sus «Motavatours», para encontrarse e interactuar con sus fanáticos. También participó en la temporada 19 de Dancing with the Stars.

## Primeros años
Mota nació el 7 de noviembre de 1995 en el Condado de Merced, California, siendo sus padres Tammy y Tony Mota. Es de ascendencia mexicana y portuguesa. Creció en California y tiene una hermana mayor llamada Brittany. Fue educada en casa durante la mayor parte de su educación, pero asistió a la escuela pública de tercero a sexto grado. Asistió a clases de danza y actuación brevemente durante el sexto grado.

## Carrera de YouTube
Mota es una de las celebridades más populares de YouTube. El primer haul video de Mota fue en junio de 2009. Comenzó su canal de YouTube con el fin de escapar del estrés de la intimidación y ganó rápidamente seguidores, que ascendieron a 9,5 millones en octubre de 2015. Business Insider la describió como «implacablemente optimista y dinámica» y «virtuosa de positividad». A medida que el haul se hizo más popular en YouTube, los minoristas comenzaron a utilizarlo para la comercialización, y a Mota se le ofreció gratuitamente cosméticos y tarjetas de regalo. Mota es ambivalente acerca de los vídeos promocionales, pero cuando presenta productos gratuitos, identifica claramente los productos que no ha comprado. En enero de 2014, Business Insider estimó que ella ganó $40,000 al mes en sus vídeos. Con el fin de cultivar a sus seguidores, ella compra premios para dárselos a los fanes quienes promocionan sus vídeos. Sus fanes se llaman «Mota-vators». Además de sus vídeos relacionados con la moda, también mantiene una cuenta más personal, que utiliza para discutir lo que le interesa. En 2014, fue seleccionada para estar entre los creadores de contenidos en la primera campaña publicitaria de YouTube. Mota también ha aparecido en el sitio web de YouTube IMO, un programa de opinión dirigido a adolescentes. También entrevistó al presidente Barack Obama el 22 de enero de 2015 como parte de una iniciativa de la Casa Blanca para llegar a una audiencia más amplia después de su Discurso sobre el Estado de la Unión de 2015.

## Carrera de moda
Se ha asociado con J. C. Penney y Forever 21, y en diciembre de 2013, lanzó una línea de ropa, perfumería y accesorios en Aéropostale, sobre la cual conserva el control creativo. Ella mantiene una estrecha relación con sus fanes e incorpora sus ideas en sus diseños de moda. Teen Vogue llamó a su estilo «laid-back-but-girly». Nuevos anuncios se hacen primero a sus cuentas de redes sociales, que Aéropostale acredita con creciente interés entre las adolescentes. The Salt Lake Tribune describió esta relación como única, ya que tanto Mota como Aéropostale se benefician en prestigio del acuerdo, a diferencia de los tradicionales endosos de celebridades. A partir de junio de 2014, el minorista todavía tiene que ganar tracción de estos esfuerzos. Forbes informó que la colección ha entregado "altos precios y márgenes promedios", pero aún no ha tenido buenos resultados.

## Música
El 13 de octubre de 2014, lanzó un sencillo, «Need You Right Now», con el productor y vocalista Mike Tompkins. La canción debutó en el top 40 de la lista de éxitos musicales de Dinamarca, Tracklisten, en el número treinta. El 10 de febrero de 2015, el video musical oficial fue lanzado en el canal de YouTube de Tompkin. El 4 de mayo de 2015, en una entrevista en YT Fan Meet Up del décimo aniversario de YouTube, Mota confirmó que está trabajando en nueva música y posiblemente en su álbum debut. En agosto de 2015, Mota escribió su propia canción, «Be Who You Wanna Be», y lo subió a su canal de YouTube.

## Otros proyectos
En enero de 2014, se embarcó en una gira llamada «Motavatour», a través de los Estados Unidos. En marzo de 2014, Mota informó sobre los Nickelodeon Kids' Choice Awards para Entertainment Tonight. Mota también sirvió como juez invitada en la temporada 13 de Project Runway. El 4 de septiembre de 2014, Mota fue anunciada como competidora en la temporada 19 de Dancing with the Stars. Ella fue emparejada con el cinco veces campeón, Derek Hough. Mota y Hough llegaron a la final, pero fueron eliminados en la noche 1, terminando en el cuarto puesto. Ella también ha dado charlas en octubre de 2015 acerca de la lucha contra la intimidación como parte del National Bullying Prevention Month. En 2016, se anunció que Mota estaría publicando su primer libro, una memoria.
Mota recientemente se unió a UNICEF Kid Power como embajadora de la marca Kid Power Champion.

### Dancing with the Stars
| Semana | Baile / Canción                              | Puntajes de los jueces  | Puntajes de los jueces  | Puntajes de los jueces  | Puntajes de los jueces  | Resultado       |
| Semana | Baile / Canción                              | C.I                     | L.G.                    | J.H.                    | B.T.                    | Resultado       |
| --- | -------------------------------------------- | ----------------------- | ----------------------- | ----------------------- | ----------------------- | --------------- |
| 1 | Jive / «Shake It Off»                        | 8                       | 8                       | 8                       | 8                       | Salvados        |
| 2 | Foxtrot / «All About That Bass»              | 8                       | 9                       | 8                       | 8                       | Salvados        |
| 3 | Jazz / «Singin' in the Rain»                 | 10                      | 101                     | 10                      | 10                      | Salvados        |
| 4 | Rumba / «Try»                                | 8                       | 92                      | 8                       | 8                       | Salvados        |
| 53 | Hip-hop / «She Came to Give It to You»       | 8                       | 84                      | 8                       | 8                       | Sin eliminación |
| 6 | Tango / «Jealous (I Ain't with It)»          | 9                       | 95                      | 9                       | 9                       | Salvados        |
| 7 | Pasodoble / «Run Boy Run»                    | 10                      | 9                       | 10                      | 10                      | Salvados        |
| 7 | Equipo Freestyle / «Black Widow»             | 9                       | 9                       | 9                       | 9                       | Salvados        |
| 8 | Salsa / «Babalu»                             | 9                       | 9                       | 9                       | 10                      | Salvados        |
| 8 | Duelo de Chachachá / «Really Don't Care»     | Ganaron 3 puntos extras | Ganaron 3 puntos extras | Ganaron 3 puntos extras | Ganaron 3 puntos extras | Salvados        |
| 9 | Vals vienés / «Say You Love Me»              | 9                       | 9                       | 9                       | 9                       | Salvados        |
| 9 | Tango argentino / «Jungle»                   | 9                       | 10                      | 10                      | 9                       | Salvados        |
| 10 (Semifinal) | Samba / «I Want You Back»                    | 9                       | 9                       | 9                       | 9                       | Salvados        |
| 10 (Semifinal) | Contemporáneo / «I Want You Back»            | 10                      | 10                      | 10                      | 10                      | Salvados        |
| 11 (Final) | Jive / «Shake It Off»                        | 9                       | 9                       | 9                       | 9                       | Eliminados      |
| 11 (Final) | Freestyle / «Revolution (District 78 Remix)» | 10                      | 10                      | 10                      | 10                      | Eliminados      |
| 1Puntaje dado por el juez invitado Kevin Hart en lugar de Goodman. 2Puntaje dado por el público en lugar de Goodman. 3Por los «cambios de pareja», Mota bailó con Mark Ballas y Hough con Sadie Robertson. 4Puntaje dado por la juez invitada Jessie J en lugar de Goodman. 5Puntaje dado por el juez invitado Pitbull en lugar de Goodman. |                                              |                         |                         |                         |                         |                 |

## Arte
Su primer sencillo es generalmente pop y dance, y tiene elementos de electropop. El seguimiento de «I Need You Right Now», se describe como una evolución de su primer sencillo con una nueva exploración de sonido despojado de la música acústica.

## Discografía
| Año  | Sencillo                                 | Mayor posición | Álbum |
| Año  | Sencillo                                 | DIN            | Álbum |
| ---- | ---------------------------------------- | -------------- | ----- |
| 2014 | «Need You Right Now» (con Mike Tompkins) | 30             |       |

## Filmografía
| Año  | Título                 | Papel                          | Notas                    |
| ---- | ---------------------- | ------------------------------ | ------------------------ |
| 2014 | Project Runway         | Juez invitada                  | Temporada 13, episodio 4 |
| 2014 | Dancing with the Stars | Concursante en la temporada 19 | Terminó en 4º puesto     |

## Premios y nominaciones
| Año  | Asociación         | Categoría                                | Trabajo    | Resultado |
| ---- | ------------------ | ---------------------------------------- | ---------- | --------- |
| 2014 | Teen Choice Awards | Mejor Estrella de Internet: Femenina     | Ella misma | Ganadora  |
| 2014 | Teen Choice Awards | Mejor Estrella de Internet: Moda/Belleza | Ella misma | Nominada  |
| 2014 | Streamy Awards     | Artista del año                          | Ella misma | Nominada  |
| 2014 | Streamy Awards     | Programa de moda                         | Ella misma | Ganadora  |
| 2015 | Teen Choice Awards | Mejor Estrella de Internet: Femenina     | Ella misma | Ganadora  |
| 2015 | Teen Choice Awards | Mejor Estrella de Internet: Moda/Belleza | Ella misma | Nominada  |
| 2015 | Teen Choice Awards | Mejor YouTuber                           | Ella misma | Nominada  |
| 2016 | Teen Choice Awards | Mejor Estrella de Internet: Femenina     | Ella misma | Nominada  |
| 2016 | Teen Choice Awards | Mejor Estrella de Internet: Moda/Belleza | Ella misma | Ganadora  |

Mota fue nombrada uno de «Los 25 adolescentes más influyentes de 2014» por Time en 2014 y en 2015.